# Liste der Biografien/Flu
Liste der Biografien |
Portal Biografien |
Personensuche
# |
A |
B |
C |
D |
E |
F |
G |
H |
I |
J |
K |
L |
M |
N |
O |
P |
Q |
R |
S |
T |
U |
V |
W |
X |
Y |
Z |
?
 
Fa |
Fe |
Ff |
Fh |
Fi |
Fj |
Fk |
Fl |
Fm |
Fn |
Fo |
Fr |
Ft |
Fu |
Fy
 
Fla |
Fle |
Fli |
Flj |
Flo |
Flu |
Fly
Die Liste der Biografien führt alle Personen auf, die in der deutschsprachigen Wikipedia einen Artikel haben. Dieses ist eine Teilliste mit 219 Einträgen von Personen, deren Namen mit den Buchstaben „Flu“ beginnt.

## Flu
- Flu, Merlin (1948–2015), deutscher Künstler
- Flu, Paul Christiaan (1884–1945), niederländischer Mediziner

### Flub
- Flubacher, Karl (1921–1992), Schweizer Politiker (FDP)
- Flubacher, Matthias (1784–1869), Schweizer Politiker
- Flubacher, Rita (* 1951), Schweizer Journalistin
- Flubacher, Sandra (* 1963), Schweizer Schauspielerin

### Fluc
- Flüchter, Antje (* 1969), deutsche Historikerin
- Fluck, Bernhard (1935–2013), deutscher Oberstudiendirektor, Buchautor und freier Journalist
- Fluck, Cäcilia (* 1963), deutsche Christliche Archäologin und Koptologin
- Fluck, Ekkehard (1931–2021), deutscher Chemiker
- Flück, Hans (1901–1985), Schweizer Apotheker
- Fluck, Hans-Rüdiger (* 1941), deutscher Sprachwissenschaftler
- Flück, Heinz (* 1954), Schweizer Politiker (Grüne)
- Fluck, Jürgen (* 1955), deutscher Lobbyist, Justiziar bei der BASF SE und Rechtswissenschaftler
- Fluck, Manfred (1940–2025), deutscher Politiker (SPD) und Landrat
- Fluck, Martina (* 1963), deutsche Autorin und Regisseurin
- Flück, Peter (* 1957), Schweizer Politiker (FDP)
- Flück, Vera (* 1994), Schweizer Schauspielerin
- Flück, Willy (* 1937), schweizerischer Radsportler, nationaler Meister im Radsport
- Fluck, Winfried (* 1944), deutscher Amerikanist
- Flück-Derendinger, Marianne (* 1957), Schweizer Bildhauerin
- Flücke, Hans, Dombaumeister
- Flückiger, Adolf (1917–1998), Schweizer Grafiker, Plakatkünstler, Kunstpädagoge, Zeichner, Maler und Fotograf
- Flückiger, Alfred (1898–1983), Schweizer Lehrer, Grafiker und Schriftsteller
- Flückiger, Barbara (* 1957), Schweizer Filmwissenschaftlerin
- Flückiger, Christian (* 1975), Schweizer Radiojournalist bei SRF 3
- Flückiger, Christoph (* 1974), Schweizer Psychologe und Psychologischer Psychotherapeut
- Flückiger, Daniel (1820–1893), Schweizer Landwirt, Autor und Notar
- Flückiger, Ernst (1889–1955), Schweizer Sozialpolitiker und Gewerkschafter
- Flückiger, Ernst (1890–1969), Schweizer Lehrer, Heimatforscher und Bühnenautor
- Flückiger, Franco (* 1991), deutscher Fußballtorhüter
- Flückiger, Friedrich August (1828–1894), Schweizer Apotheker und Chemiker
- Flückiger, Gottlieb (1892–1987), schweizerischer Veterinärmediziner sowie Hochschullehrer
- Flückiger, Hans (* 1926), Schweizer Radrennfahrer
- Flückiger, Hansjörg (* 1938), Schweizer Kunstmaler
- Flückiger, Jardena, Schweizer Opernsängerin (Sopran)
- Flückiger, Kurt, Schweizer Jurist und Redakteur
- Flückiger, Lukas (* 1984), Schweizer Cyclocross- und Mountainbikefahrer
- Flückiger, Marcel (1929–2010), Schweizer Fussballspieler
- Flückiger, Markus (* 1969), Schweizer Schwyzerörgelispieler
- Flückiger, Mathias (* 1988), Schweizer MountainbikerMathias Flückiger (* 1988)

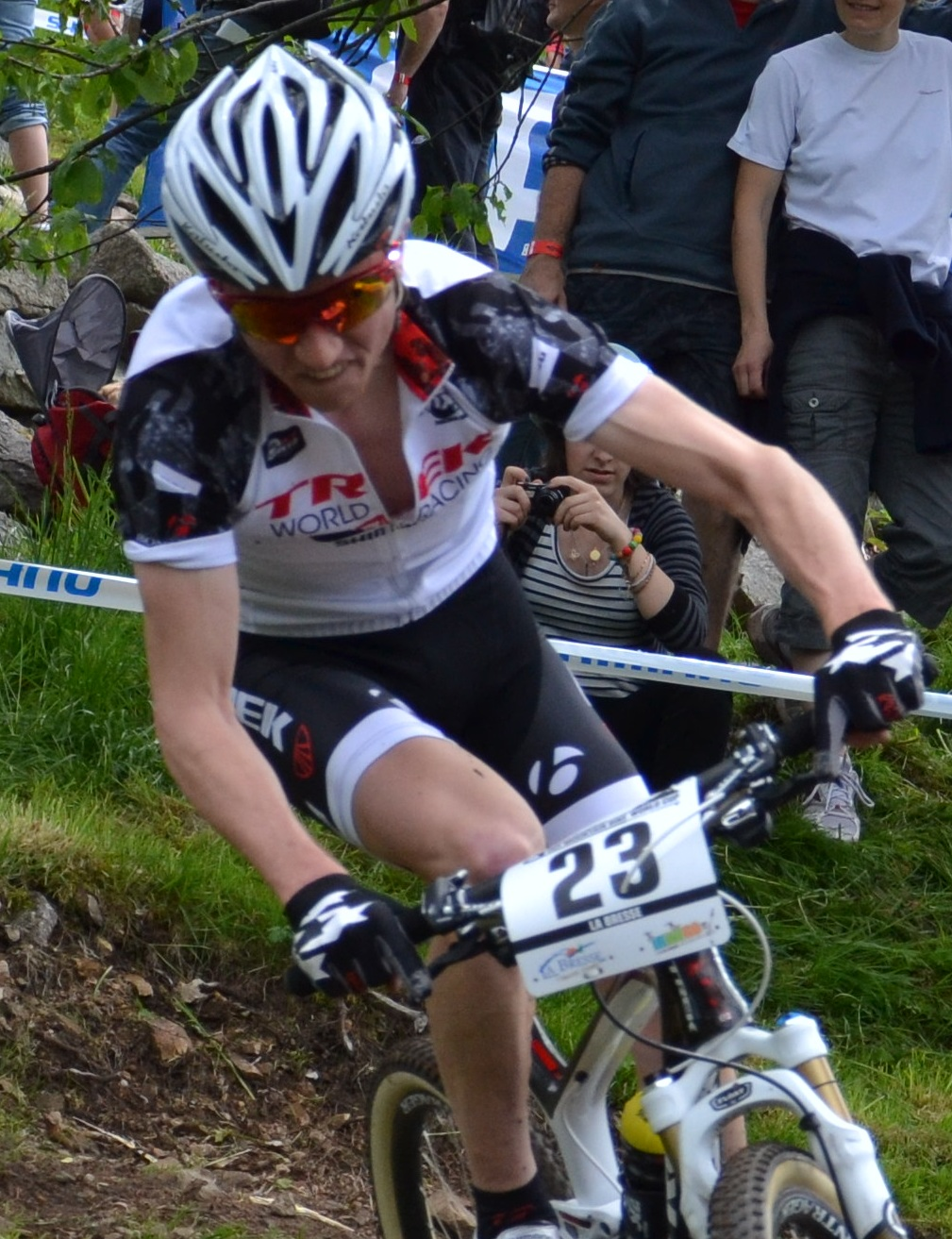
Mathias Flückiger (* 1988)

- Flückiger, Michel (* 1940), Schweizer Politiker (FDP)
- Flückiger, Stefan (* 1958), Schweizer Diplomat, Ständiger Vertreter der Schweiz bei der OECD
- Flückiger, Stefan (* 1960), Schweizer Agrarökonom
- Flückiger-Bäni, Sylvia (* 1952), Schweizer Unternehmerin und Politikerin (SVP)
- Fluckinger, Georg (* 1955), österreichischer Rennrodler
- Flucklinger, Philippe (* 1963), französischer Fußballtorhüter

### Flud
- Fludas, George (* 1966), US-amerikanischer Jazzmusiker
- Fludd, Robert (1574–1637), englischer Philosoph, Theosoph und MedizinerRobert Fludd (1574–1637)

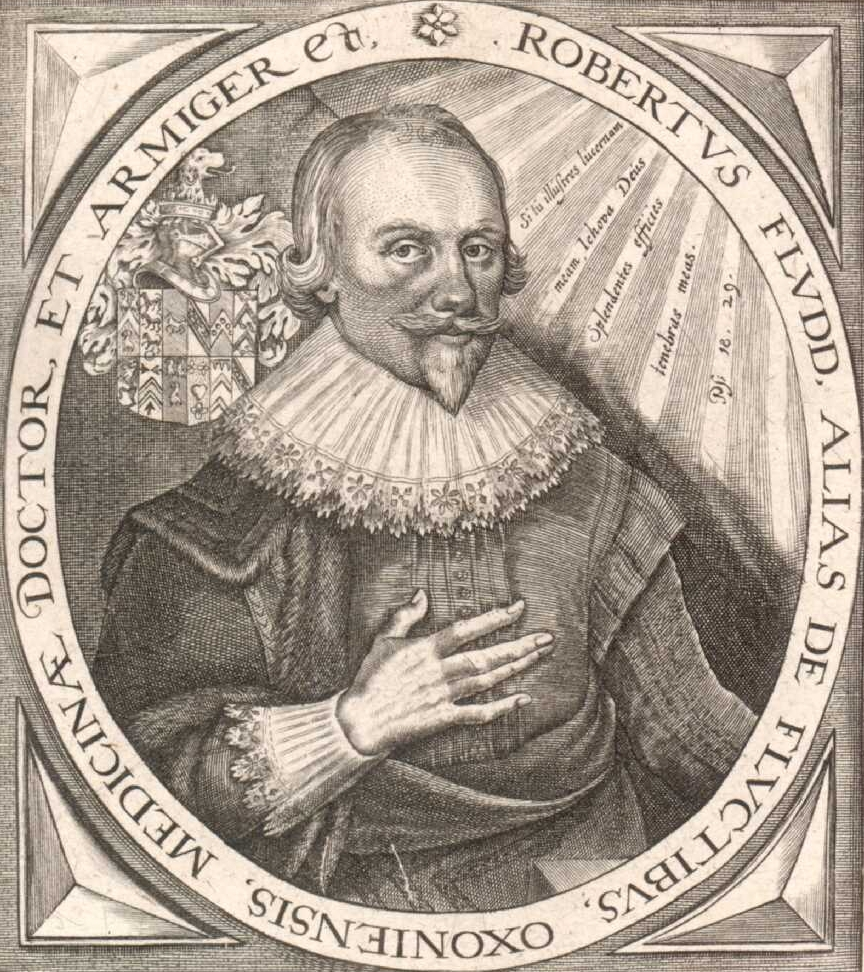
Robert Fludd (1574–1637)

- Fludernik, Monika (* 1957), österreichische Amerikanistin und Literaturwissenschaftlerin
- Fludyer, George (1761–1837), englischer Parlamentarier
- Fludyer, Samuel, 2. Baronet (1759–1833), britischer Politiker

### Flue
- Flüe, Dorothea von, Ehefrau des Heiligen Niklaus von Flüe
- Flüe, Fiona von (* 2008), Schweizer Mittelstreckenläuferin
- Flüe, Johann Nikodem von (1734–1823), Schweizer Offizier und Politiker
- Flüe, Johann Wolfgang von (1691–1754), Schweizer Offizier und Politiker
- Flüe, Joseph Ignaz von (1762–1813), Schweizer Politiker und Pfarrer
- Flüe, Ludwig von (1752–1817), Schweizer Offizier, Befehlshaber der Schweizergarde bei der Verteidigung der Bastille, führte daher auch den Namen Ludwig von Flüe le Bastillien
- Flüe, Melchior von († 1608), Schweizer Hauptmann und Ritter
- Flüe, Niklaus von (1504–1597), Schweizer Politiker
- Flüe, Niklaus von (1598–1649), Schweizer Theologe, Zisterziensermönch und -abt
- Flüe, Niklaus von (1934–2013), Schweizer Historiker, Autor und Lehrer
- Flüe, Nikolaus von (1763–1839), Schweizer Offizier und Politiker
- Flüe, Nikolaus von (1788–1851), Schweizer Offizier und Politiker
- Flüe, Peter Ignaz von (1762–1834), Schweizer Politiker und Pfarrer
- Flüe, Roland von (* 1961), Schweizer Jazzmusiker
- Flüeck, Stefan (* 1981), deutscher Journalist und Radiomoderator
- Fluegel, Darlanne (1953–2017), US-amerikanische SchauspielerinDarlanne Fluegel (1953–2017)

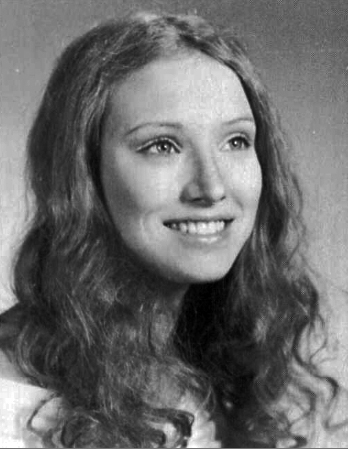
Darlanne Fluegel (1953–2017)

- Flueger, Patrick (* 1983), US-amerikanischer Filmschauspieler und Musiker
- Flüeler, Alois (1829–1909), Schweizer Politiker
- Flüeler, Andrin (* 1993), Schweizer Unihockeyspieler auf der Position des Verteidigers
- Flüeler, Anton (1898–1960), Schweizer Bühnenbildner, Tänzer, Schauspieler, Illustrator, Glasmaler und Kunsthandwerker.
- Flüeler, Bernard (1882–1958), Schweizer Maler, Grafiker, Illustrator, Kunsthandwerker, Kunstpädagoge und Kustos
- Flüeler, Lukas (* 1988), Schweizer Eishockeytorhüter
- Fluellen, David (* 1992), US-amerikanischer American-Football-Spieler
- Fluellen, Kenneth (* 1990), US-amerikanisch-deutscher Basketballspieler
- Flueraș, Cosmin (* 1985), rumänischer Eishockeyspieler
- Flues, Marion, deutsche Fußballspielerin

### Flug
- Flug, Karnit (* 1955), israelische Ökonomin
- Flug, Noach (1925–2011), polnisch-israelischer Ökonom, Diplomat, Holocaust-Überlebender
- Flügel, Adrian (* 1991), deutscher Rettungsschwimmer
- Flügel, Axel (* 1956), deutscher Historiker
- Flügel, Carsten (* 1964), deutscher Sportreporter
- Flügel, Christof, deutscher Provinzialrömischer Archäologe
- Flügel, Erik (1934–2004), österreichischer Paläontologe und Geologe
- Flügel, Ernst (1844–1912), deutscher Komponist der Romantik
- Flügel, Ewald (1863–1914), deutscher Anglist und Hochschullehrer
- Flügel, Felix (1820–1904), deutscher Anglist und Lexikograf
- Flügel, Fritz (1897–1973), deutscher Psychiater und Neurologe
- Flügel, Gustav (1802–1870), deutscher Orientalist
- Flügel, Gustav (1812–1900), deutscher Komponist
- Flügel, Gustav (1885–1967), deutscher Maschinenbau-Ingenieur
- Flügel, Hans (1930–2012), deutscher Fußballspieler
- Flügel, Heinrich (1849–1930), deutscher Architekt und Baubeamter
- Flügel, Heinrich (1891–1940), Bremer Jurist
- Flügel, Heinz (1907–1993), deutscher Publizist, Schriftsteller und Hörspielautor
- Flügel, Helmut W. (1924–2017), österreichischer Geologe und Autor
- Flügel, Jakob (1828–1895), deutscher Unternehmer und Mitglied des Provinziallandtages der Provinz Hessen-Nassau
- Flügel, Jens (* 1964), deutscher Fußballspieler
- Flügel, Johann Gottfried (1788–1855), deutscher Philologe, Lexikograf und Autor mehrerer Sprachlehrbücher
- Flügel, Johann Heinrich (1761–1831), deutscher Bürgermeister in Düren
- Flügel, Julian (* 1986), deutscher Langstreckenläufer
- Flügel, Karl (1915–2004), deutscher Geistlicher, Weihbischof in Regensburg
- Flügel, Karl Wilhelm († 1857), Schweizer Arzt
- Flügel, Michael (* 1970), deutscher Jazzmusiker (Piano und Komposition)
- Flügel, Otto (1842–1914), deutscher evangelischer Theologe und Philosoph
- Flügel, Roman (* 1970), deutscher Produzent und Live-Act in der elektronischen MusikszeneRoman Flügel (* 1970)

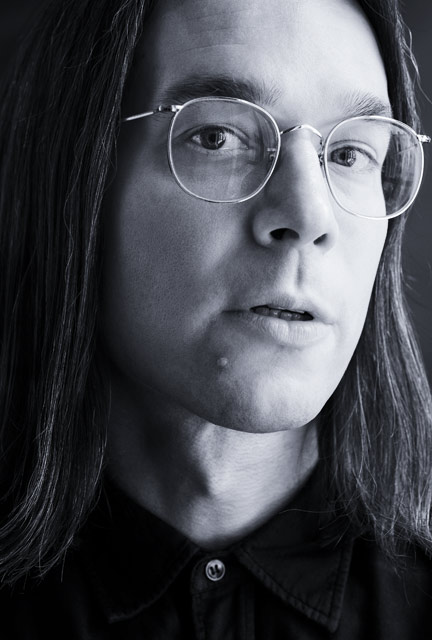
Roman Flügel (* 1970)

- Flügel, Wolfgang-Albert (* 1949), deutscher Geograph
- Flügel-Kahler, Erentraud (* 1936), österreichische Mineralogin
- Flügel-Martinsen, Oliver (* 1977), deutscher Politikwissenschaftler
- Flugelman, Herbert (1923–2013), australischer Bildhauer
- Flügge, Carl (1847–1923), deutscher Hygieniker und Hochschullehrer; Rektor der Universität Breslau
- Flügge, Carl August (1876–1948), deutscher baptistischer Evangelist und sozialdiakonisch engagierter Pastor
- Flügge, Christian (* 1967), deutscher Eishockeyspieler
- Flügge, Christian Wilhelm (1772–1828), deutscher lutherischer Theologe, Privatdozent, Prediger und Superintendent
- Flügge, Christoph (* 1947), deutscher Jurist
- Flügge, Elisabeth (1895–1983), deutsche Lehrerin und Gerechte unter den Völkern
- Flügge, Erich von (1858–1936), deutscher Jurist, preußischer Verwaltungsbeamter und Rittergutsbesitzer
- Flügge, Erik (* 1986), deutscher Politikberater und Autor
- Flügge, Friedrich (1817–1898), Großherzoglicher mecklenburgischer Oberpostamtsdirektor
- Flügge, Gerhard (1914–1972), deutscher Schriftsteller und Herausgeber
- Flügge, Hans-Ludolf (1907–1980), deutscher Autor von Hoch- und Plattdeutschen Büchern
- Flügge, Henning (1683–1754), deutscher lutherischer Theologe
- Flügge, Johannes (1775–1816), deutscher Botaniker
- Flügge, Julius (1843–1920), deutscher Architekt
- Flügge, Jürgen (* 1944), deutscher Dramaturg, Theaterregisseur und Theaterintendant
- Flügge, Ludwig (1808–1883), deutscher lutherischer Theologe
- Flügge, Ludwig Karl (1819–1906), deutscher Jurist
- Flügge, Manfred (1946–2025), deutscher Schriftsteller
- Flügge, Matthias (* 1952), deutscher Kunsthistoriker
- Flügge, Rufus (1914–1995), deutscher Theologe und Aktivist der Friedensbewegung
- Flügge, Sibylla (* 1950), deutsche Juristin
- Flügge, Siegfried (1912–1997), deutscher Physiker
- Flügge, Ulf-Ingo (* 1948), deutscher Botaniker
- Flügge, Wilhelm (1904–1990), deutscher Ingenieurwissenschaftler und Professor an der Stanford University
- Flügge, Wilhelm von (1825–1898), deutscher Rittergutsbesitzer und Mitglied des Deutschen Reichstags
- Flügge, Wilhelm von (1887–1953), deutscher Regierungsassessor und Mitarbeiter der IG Farben, Widerstandskämpfer gegen den Nationalsozialismus
- Flügge-Oeri, Marianne (1911–1983), schweizerisch-deutsche Juristin, engagierte sich früh in der politischen Frauenbildung
- Flüggen, Gisbert (1811–1859), deutscher Maler
- Flüggen, Joseph (1842–1906), deutscher Maler
- Flüggen, Lars (* 1990), deutscher Volleyball- und Beachvolleyballspieler
- Flügger, Michael (* 1959), deutscher Diplomat
- Flügger, Robert (1896–1959), deutscher Politiker (GB/BHE), MdL
- Flugi von Aspermont, Johann (1595–1661), Bischof von Chur
- Flugi von Aspermont, Nikolaus (1773–1856), Schweizer Offizier und Söldner, neapolitanischer Marschall
- Flugi von Aspermont, Romaricus (1821–1904), Abtordinarius von Monaco, Generalabt der Kongregation von Subiaco.
- Flugi, Conradin (1787–1874), Schweizer Dichter
- Flugi, Johann (1550–1627), Bischof von Chur
- Flugrath, Edna (1892–1966), US-amerikanische Stummfilmschauspielerin

### Fluh
- Flühler, Josef (1814–1881), Schweizer Politiker
- Flühmann, Elisabeth (1851–1929), Schweizer Pädagogin und Frauenrechtlerin
- Flühmann, Simon (* 1988), Schweizer Unihockeyspieler
- Flühmann, Urs (* 1962), Schweizer Orientierungsläufer

### Flui
- Fluitsma, Marlous (* 1946), niederländische SchauspielerinMarlous Fluitsma (* 1946)

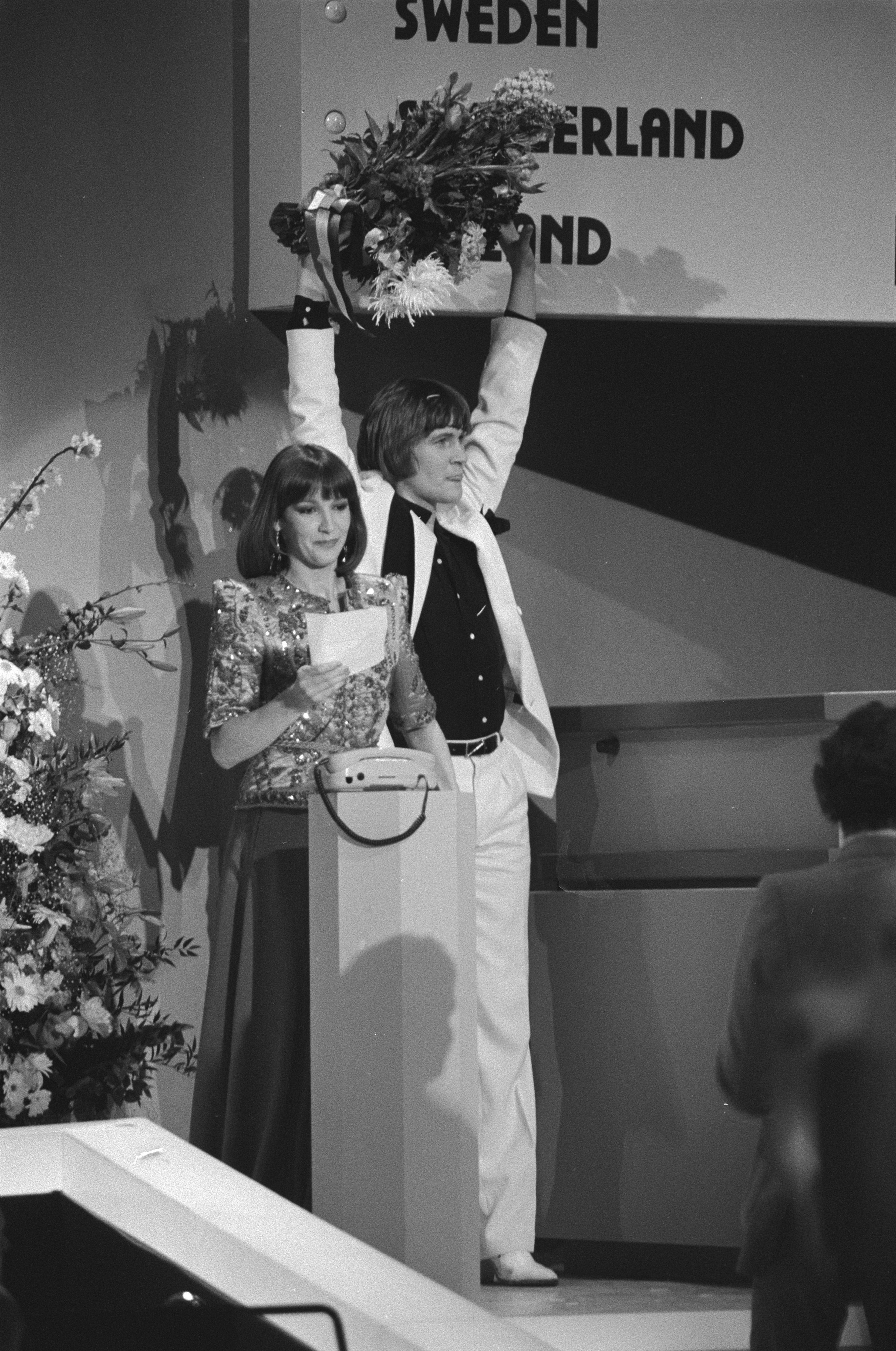
Marlous Fluitsma (* 1946)

### Fluk
- Fluk, Ido (* 1980), israelischer Filmregisseur und Drehbuchautor
- Flukes, Angel (* 1988), britische Sängerin, Reality-TV-Teilnehmerin und Model
- Flükiger, Isabelle (* 1979), Schweizer Schriftstellerin
- Flükiger, Rudolf (1956–1977), Schweizer Soldat mit ungeklärten Todesumständen
- Flukowski, Stefan (1902–1972), polnischer Schriftsteller

### Flum
- Flum, Johannes (* 1987), deutscher Fußballspieler
- Flumbort, András (* 1984), ungarischer Schachmeister
- Flume (* 1991), australischer DJ und Musikproduzent
- Flume, Helmut (1905–1999), deutscher Altphilologe
- Flume, Werner (1908–2009), deutscher Jurist

### Flun
- Flunger, Elisabeth (* 1960), italienische Schlagzeugerin im Bereich Improvisation und Klangkunst
- Flunger, Sandra (* 1982), österreichische Biathlontrainerin und Biathletin
- Flunser Pimentel, Irene (* 1950), portugiesische Historikerin und Autorin

### Flur
- Flür, Wolfgang (* 1947), deutscher MusikerWolfgang Flür (* 1947)

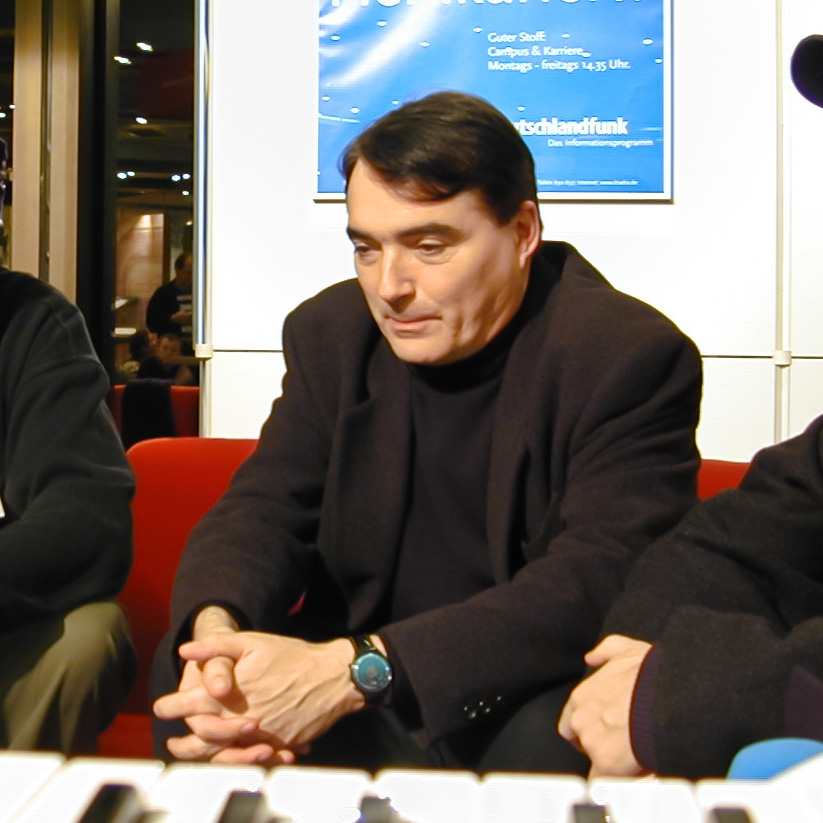
Wolfgang Flür (* 1947)

- Flurheim, Christoph, Lateinschullehrer und Schriftsteller
- Fluri, Adolf (1865–1930), Schweizer Pädagoge und Historiker
- Fluri, Guido (* 1966), Schweizer Unternehmer und Aktivist gegen Kindesmisshandlung
- Fluri, Kurt (* 1955), Schweizer Politiker (FDP)
- Flurl, Mathias von (1756–1823), deutscher Mineraloge und Geologe
- Flürscheim, Michael (1844–1912), deutscher Industrieller und Ökonom
- Flurschütz, Emil (1904–1995), deutscher evangelischer Theologe
- Flurschütz, Johann (1771–1851), fränkischer Landwirt
- Flurstab, Kurt-Theo C. (* 1952), deutscher Komponist, Kirchenmusiker und Konzertpädagoge
- Flury, Alfred (1934–1986), Schweizer römisch-katholischer Geistlicher und Liedermacher (Neues Geistliches Lied)
- Flury, Andreas (1853–1938), Schweizer Arzt
- Flury, Aom (* 1972), Schweizer Theater-, Filmschauspieler und Maler
- Flury, Dieter (* 1952), Schweizer Soloflötist
- Flury, Elena, Schweizer Schauspielerin und Musikerin
- Flury, Ferdinand (1877–1947), deutscher Pharmakologe und Toxikologe
- Flury, Iréna (* 1984), österreichische Schauspielerin
- Flury, Jasmine (* 1993), Schweizer Skirennfahrerin
- Flury, Myriam (* 1960), Schweizer Filmeditorin
- Flury, Peter (1938–2001), Schweizer Klassischer Philologe und Lexikograf
- Flury, Richard (1896–1967), Schweizer Dirigent und Komponist
- Flury, Urs Joseph (* 1941), Schweizer Komponist
- Flury, Yanick (* 1998), Schweizer Unihockeyspieler
- Flury-Lemberg, Mechthild (* 1929), Schweizer Textilrestauratorin

### Flus
- Flüs, Katrin (* 1990), deutsche Schauspielerin
- Flüshöh, Wolfgang (* 1950), deutscher Fußballspieler
- Flüsloh, Henning (* 1992), deutscher Schauspieler
- Fluss, Grete (1892–1964), deutsche Sängerin, Humoristin, Komödiantin, Krätzchensängerin und Schauspielerin
- Fluß, Manfred (* 1943), deutscher Politiker (SPD), MdBB
- Fluß, Max (1889–1935), österreichischer Geographiehistoriker und Gymnasiallehrer
- Fluß, Robin (* 1996), deutscher Fußballspieler
- Flusser, Charles Williamson (1832–1864), US-amerikanischer Offizier während des Amerikanischen Bürgerkrieges
- Flusser, David (1917–2000), jüdischer Religionswissenschafter
- Flusser, Emil (1888–1942), jüdischer Kinderarzt und Friedensaktivist
- Flusser, Vilém (1920–1991), tschechoslowakisch-brasilianischer Kommunikations- und Medienphilosoph, Autor und HochschullehrerVilém Flusser (1920–1991)

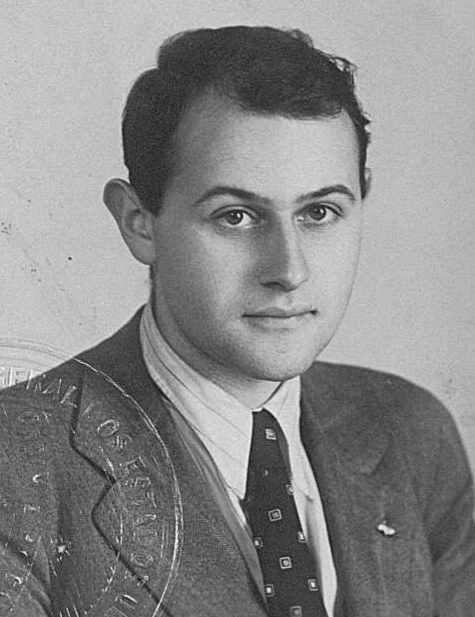
Vilém Flusser (1920–1991)

- Flußmann, Anastasia (1892–1973), österreichische Tischtennisspielerin
- Flußmann, Paul (1900–1977), österreichischer Tischtennisspieler

### Flut
- Flute, Sébastien (* 1972), französischer Bogenschütze
- Flutey, Riki (* 1980), englischer Rugbyspieler
- Fluthgraf, Joseph (1850–1926), deutscher Kommunalpolitiker und Jurist
- Flüthmann, Christian (* 1982), deutscher Fußballspieler und -trainer
- Flutie, Doug (* 1962), US-amerikanischer American-Football-Spieler und Canadian-Football-Spieler
- Flutre, Louis-Fernand (1892–1978), französischer Romanist, Sprachwissenschaftler und Literarhistoriker
- Flütsch, Johannes (1945–2014), Schweizer Filmemacher, Regisseur, Film- und Theaterproduzent sowie Autor
- Flütsch, Kaspar (* 1986), Schweizer Snowboarder
- Flütsch, Luana (* 1995), Schweizer Skirennläuferin
- Flütsch, Tobias (* 1997), Schweizer Unihockeyspieler
- Flutur, Angelica (* 1987), rumänische Sängerin rumänischer Popularmusik und Forstwirtin
- Flutur, Cristina (* 1978), rumänische Theater- und Filmschauspielerin

### Fluv
- Fluvian de la Riviere, Antonio († 1437), aragonesischer Adliger und Großmeister des Johanniterordens

### Flux
- Flux Pavilion (* 1989), britischer DJ
- Fluxá, Lorenzo (* 2004), spanischer Autorennfahrer